# Symmachia technema
Symmachia technema is een vlindersoort uit de familie van de prachtvlinders (Riodinidae), onderfamilie Riodininae.
Symmachia technema werd in 1910 beschreven door Stichel.